# Isomyia
Anna é um gênero de traça pertencente à família Arctiidae.